# Comuna Hlipiceni, Botoșani
Hlipiceni este o comună în județul Botoșani, Moldova, România, formată din satele Dragalina, Hlipiceni (reședința) și Victoria.
Comuna Hlipiceni este situata in nord-estul României, in sudul județului Botoșani, in apropriere de limita-județ Iași. Satele componente ale comunei sunt: Hlipiceni, Victoria si Dragalina. Comunele vecine ale comunei Hlipiceni sunt: Călărași și Răuseni in sud si sud-est, Todireni in nord.
Teritoriul comunei este intersectat de paralela 47˚31` latitudine Nordica, care trece pe la nord de satul Victoria si meridianul 27˚31` longitudine estica care trece la vest de satul Dragalina.
Comuna este situata in Câmpia Jijiei inferioare, subunitate a Câmpiei Moldovei, de o parte si de alta a râului Jijia si afluentului sau Sitna, mai exact, la confluenta celor doua râuri. Suprafața comunei este de 6935 ha (69,25 km2), iar a satului Hlipiceni este de 2884 ha (28,70 km2), ceea ce reprezintă cca. 1,5% din suprafața județului si plasează comuna Hlipiceni intre comunele cu o suprafața mijlocie. Densitatea medie a populației este de 55 locuitori/km2, sub media pe tara si pe județ.
În perimetrul administrativ al comunei sunt incluse satele Hlipiceni, Victoria și Dragalina.
Primele semne de locuire a teritoriului administrativ al comunei datează din anul 1860, când domnitorul Dimitrie Sturza aduce din Galitia cetățeni pentru a-i lucra pământul. Drept recompensă, le promite slobozenia, de unde denumirea inițială a localității - Slobozia. Împroprietărirea înfăptuită de Alexandru Ioan Cuza a găsit localitatea formată iar populația a primit pământ agricol în proprietate.
Denumirea de Hlipiceni, vine de la “hleba ochag”, adică un aluat de faină de grâu și porumb care se cocea pe vatră.

## Demografie
Componența etnică a comunei Hlipiceni
     Români (91,64%)
     Romi (1,49%)
     Alte etnii (0,13%)
     Necunoscută (6,73%)
Componența confesională a comunei Hlipiceni
     Ortodocși (87,77%)
     Penticostali (4,74%)
     Alte religii (0,56%)
     Necunoscută (6,93%)
Conform recensământului efectuat în 2021, populația comunei Hlipiceni se ridică la 3.016 locuitori, în scădere față de recensământul anterior din 2011, când fuseseră înregistrați 3.420 de locuitori. Majoritatea locuitorilor sunt români (91,64%), cu o minoritate de romi (1,49%), iar pentru 6,73% nu se cunoaște apartenența etnică. Din punct de vedere confesional, majoritatea locuitorilor sunt ortodocși (87,77%), cu o minoritate de penticostali (4,74%), iar pentru 6,93% nu se cunoaște apartenența confesională.

## Politică și administrație
Comuna Hlipiceni este administrată de un primar și un consiliu local compus din 13 consilieri. Primarul, Gheorghe-Marian Luchian[*], de la Partidul Social Democrat, este în funcție din 2008. Începând cu alegerile locale din 2024, consiliul local are următoarea componență pe partide politice:
|  | Partid                          | Consilieri | Componența Consiliului | Componența Consiliului | Componența Consiliului | Componența Consiliului | Componența Consiliului | Componența Consiliului | Componența Consiliului | Componența Consiliului |
|  | ------------------------------- | ---------- | ---------------------- | ---------------------- | ---------------------- | ---------------------- | ---------------------- | ---------------------- | ---------------------- | ---------------------- |
|  | Partidul Social Democrat        | 8          |                        |                        |                        |                        |                        |                        |                        |                        |
|  | Partidul Național Liberal       | 3          |                        |                        |                        |                        |                        |                        |                        |                        |
|  | Alianța pentru Unirea Românilor | 2          |                        |                        |                        |                        |                        |                        |                        |                        |

## Personalități născute aici
- Gheorghe Șpaiuc (n. 1971), procuror;
- Romeo Gontineac (n. 1973), rugbist.